# Isabella di Borgogna
Isabella di Borgogna (1270 circa – Chambly (?), agosto 1323) è stata Regina di Germania dal 6 febbraio 1284 al 15 luglio 1291, come consorte di Rodolfo I d'Asburgo.

## Biografia
Isabella (Elisabetta) di Borgogna, signora di Vieux-Château, fu la seconda ed ultima regina consorte di Rodolfo I di Germania.
Era la seconda figlia di Ugo IV, duca di Borgogna e della sua seconda moglie Beatrice di Navarra.
Isabella fu promessa in sposa nel 1272 a Carlo di Fiandra. Quest'ultimo, nato nel 1266, era  figlio di Roberto III delle Fiandre e della sua prima moglie Bianca di Napoli. Carlo però morì nel 1277.
Il 6 febbraio 1284 Isabella divenne la seconda moglie di Rodolfo I di Germania. La sposa aveva quattordici anni e lo sposo quasi sessantasei. Il loro matrimonio rimase senza figli. Rodolfo morì il 15 luglio 1291. Gli succedettero come duca d'Austria i suoi figli  Alberto I e Rodolfo II.
Ritornò alla Corte di Borgogna e ricevette il titolo di signora di Vieux-Château il 20 novembre 1294.
In seguito Isabella si risposò con Pierre IX de Chambly, signore of Neaufles, che morì nel 1319 circa.

## Discendenza
Isabella e Pierre avevano almeno una figlia, attraverso la quale ebbe discendenti viventi.

## Ascendenza
|                                 |                          |                            | Genitori                 |  |  | Nonni |  |  | Bisnonni            |  |  | Trisnonni             |  |
|                                 |                          |                            |                          |  |  |       |  |  | Ugo III di Borgogna |  |  | Oddone II di Borgogna |  |
|                                 |                          |                            |                          |  |  |       |  |  | Ugo III di Borgogna |  |  | Oddone II di Borgogna |  |
|                                 |                          | Maria di Blois             |                          |  |  |       |  |  | Ugo III di Borgogna |  |  |                       |  |
| Oddone III di Borgogna          |                          |                            |                          |  |  |       |  |  | Ugo III di Borgogna |  |  |                       |  |
|                                 |                          | Alice di Lorena            | Matteo I di Lorena       |  |  |       |  |  |                     |  |  |                       |  |
|                                 |                          | Alice di Lorena            | Matteo I di Lorena       |  |  |       |  |  |                     |  |  |                       |  |
|                                 |                          | Alice di Lorena            | Berta di Svevia          |  |  |       |  |  |                     |  |  |                       |  |
| Ugo IV di Borgogna              |                          | Alice di Lorena            |                          |  |  |       |  |  |                     |  |  |                       |  |
|                                 |                          | Ugo di Vergy               | Guido di Vergy           |  |  |       |  |  |                     |  |  |                       |  |
|                                 |                          | Ugo di Vergy               | Guido di Vergy           |  |  |       |  |  |                     |  |  |                       |  |
|                                 |                          | Ugo di Vergy               | Alice/Adelaide           |  |  |       |  |  |                     |  |  |                       |  |
| Alice di Vergy                  |                          | Ugo di Vergy               |                          |  |  |       |  |  |                     |  |  |                       |  |
|                                 |                          | Gillette di Trainel        | Guarniero di Trainel     |  |  |       |  |  |                     |  |  |                       |  |
|                                 |                          | Gillette di Trainel        | Guarniero di Trainel     |  |  |       |  |  |                     |  |  |                       |  |
|                                 |                          | Gillette di Trainel        | …                        |  |  |       |  |  |                     |  |  |                       |  |
| Isabella di Borgogna            |                          | Gillette di Trainel        |                          |  |  |       |  |  |                     |  |  |                       |  |
|                                 | Tebaldo III di Champagne | Enrico I di Champagne      |                          |  |  |       |  |  |                     |  |  |                       |  |
|                                 | Tebaldo III di Champagne | Enrico I di Champagne      |                          |  |  |       |  |  |                     |  |  |                       |  |
|                                 | Tebaldo III di Champagne | Maria di Francia           |                          |  |  |       |  |  |                     |  |  |                       |  |
| Tebaldo I di Navarra            | Tebaldo III di Champagne |                            |                          |  |  |       |  |  |                     |  |  |                       |  |
|                                 |                          | Bianca di Navarra          | Sancho VI di Navarra     |  |  |       |  |  |                     |  |  |                       |  |
|                                 |                          | Bianca di Navarra          | Sancho VI di Navarra     |  |  |       |  |  |                     |  |  |                       |  |
|                                 |                          | Bianca di Navarra          | Berengaria di Barcellona |  |  |       |  |  |                     |  |  |                       |  |
| Beatrice di Navarra             |                          | Bianca di Navarra          |                          |  |  |       |  |  |                     |  |  |                       |  |
|                                 |                          | Arcimbaldo VIII di Borbone | Guy II di Dampierre      |  |  |       |  |  |                     |  |  |                       |  |
|                                 |                          | Arcimbaldo VIII di Borbone | Guy II di Dampierre      |  |  |       |  |  |                     |  |  |                       |  |
|                                 |                          | Arcimbaldo VIII di Borbone | Matilde I di Borbone     |  |  |       |  |  |                     |  |  |                       |  |
| Margherita di Borbone-Dampierre |                          | Arcimbaldo VIII di Borbone |                          |  |  |       |  |  |                     |  |  |                       |  |
|                                 |                          | Beatrice di Montluçon      | Arcimbaldo di Montluçon  |  |  |       |  |  |                     |  |  |                       |  |
|                                 |                          | Beatrice di Montluçon      | Arcimbaldo di Montluçon  |  |  |       |  |  |                     |  |  |                       |  |
|                                 |                          | Beatrice di Montluçon      | …                        |  |  |       |  |  |                     |  |  |                       |  |
|                                 |                          | Beatrice di Montluçon      |                          |  |  |       |  |  |                     |  |  |                       |  |